# Yixuan
Yixuan, även känd som den förste Prins Chun, född 16 oktober 1840 i Peking, död 1 januari 1891 i Peking, var en manchuisk prins i den kejserliga Aisin-gioro-ätten. Han var Daoguang-kejsarens sjunde son, far till Guangxu-kejsaren och farfar till den siste kejsaren Puyi.

## Biografi
Yixuan medverkade i den statskupp som förde änkekejsarinnorna Cixi och Cian och deras svåger prins Gong till makten som Tongzhi-kejsarens förmyndarråd hösten 1861. Därefter var Yixuans öde tätt förknippat med änkekejsarinnan Cixi. När hennes son avled 1875 adopterade hon Yixuans son Zaitian och utsåg denne till tronföljare under regeringstiteln Guangxu. För att slippa utföra koutou för sin egen son bad Yixuan då att entledigas från sina uppdrag i det inre hovet, vilket beviljades.
Under 1880-talet var Yixuan indragen i uppbyggandet av Kinas flotta och 1884 utsågs han till chef för amiraliteten. Yixuan hade svårt att hävda sig gentemot Cixi och såg mellan fingrarna med att delar av försvarsbudgeten gick ned i hennes egen ficka. Hon använde pengarna bland annat till att bygga Marmorbåten i Sommarpalatset.
Efter Yixuans död 1891 fick hans son Zaifeng ärva titeln Prins Chun och han blev även prinsregent när hans son Puyi valts som ny kejsare 1908.